# Albert K. Showalter
Pour les articles homonymes, voir Showalter.
Albert Kenneth Showalter est un météorologue américain de l'US Weather Bureau, maintenant le National Weather Service. Il s'est distingué pour son travail sur les précipitations convectives, l'hydrologie, la météorologie à l'aviation et le smog. Il occupa de plus des postes administratifs au Bureau et fut conseiller technique auprès du président Lyndon B. Johnson pour une conférence sur les ressources en eau en 1967.

## Biographie
Albert K. Showalter est né en Iowa le 12 février 1908,. Diplômé en mathématiques et en sciences du Loras College dans l'Iowa, Showalter a rejoint le Weather Bureau en 1929, travaillant d'abord à La Crosse (Wisconsin), puis dans la section d'analyse des masses d'air au siège du bureau à Washington,. Il a par la suite fait des recherches sur le potentiel d'inondations pour le Corps du génie de l'armée des États-Unis où il était considéré comme un expert national en prévision des précipitations.
A été transféré à Los Angeles en 1946 et y est resté jusqu'en 1953, devenant chef du bureau de Californie du Sud. Son travail de 1943 sur la convection atmosphérique inspirera Robert C. Miller lors de la première prévision réussie de tornades en 1948,. En 1953, Showalter publia un article sur la détermination de stabilité de l'air et introduisit formellement l'indice de stabilité de Showalter qu'il avait développé depuis 1948,. Durant son mandat, il a également été parmi les premiers à travailler sur le problème du smog causé par les voitures et les industries, ainsi qu'à fournir des prévisions de visibilité.
Il a passé le reste de sa carrière sur la côte est des États-Unis où il a joué un rôle déterminant dans la mise en place de la Conférence internationale du président Lyndon B. Johnson sur l'eau pour la paix en 1967,. En 1953, il est devenu météorologue principal au Weather Bureau‐Air Force‐Navy (WBAN) Analysis Center, l’ancêtre du Weather Prediction Center à Washington. Il en est devenu le directeur en 1955 alors que le bureau travaillant sur la prévision hydrométéorologique était renommé National Weather Analysis Center (NAWAC) et déménageait à Suitland (Maryland). Il y est demeuré jusqu'à sa retraite en 1972 après 43 ans de prévisions météorologiques pour le gouvernement,.
Showalter est décédé le 15 mars 1986 en Virginie,.